# Фаленопсис целебесский
Фаленопсис целебесский — лат. Phalaenopsis celebensis — моноподиальное эпифитное трявянистое растение семейства Орхидные.
Вид не имеет устоявшегося русского названия, в русскоязычных источниках обычно используется научное название Phalaenopsis celebensis.

## Биологическое описание
Эпифит средних размеров с толстыми мясистыми корнями.
Стебель короткий, листьев 2-7.
Листья узкие, овальные, закругленные на концах, длиной 15-30 см и шириной 5-7 см с красивым светло-серебристым рисунком.
Цветонос свисающий, вдвое длиннее листьев, хорошо ветвится и может нести до 150 некрупных цветков, диаметром 1,5-3 см.
Цветки белые, сепалии длиннее петалий. Петалии частично окрашены розовым, губа белая с легкими коричневатывми полосками. Цветки раскрываются последовательно, одни отцветают, другие распускаются, не пахнут, живут около 20-25 дней. Цветение обильное, общая продолжительность до 4-6 месяцев.

## Ареал, экологические особенности
Сулавеси.
О экологии этого вида данных мало.
Сезонного изменения температур в местах произрастания вида нет. Круглый год средняя дневная температура 28-32°С, средняя ночная 23-24°С. С декабря по март дождливый сезон, ежемесячно выпадает 300—500 мм осадков. С апреля по ноябрь среднемесячное выпадение осадков — 100—200 мм. 

Относительная влажность воздуха колеблется от 84 % зимой и весной, до 75 % летом-осенью.

## История
Был предварительно описан и попал в культуру в 1934 г. Окончательно описан как вид только в 1980 г. 
 Название вида дано по европейскому названию острова Сулавеси. Целебес, от (порт. Celebes) — традиционное европейское название острова Сулавеси (индон. Sulawesi), принадлежащего Индонезии. Остров относится к Большим Зондским островам. Окружён морем Сулавеси (Целебесским морем), морем Банда и Макасарским проливом.

## В культуре
Освещение: полутень, при избыточном освещении листья краснеют. pH воды должен быть не выше 7,5.
Температурная группа — тёплая.
Требования к освещению: 1000—1200 FC, 10760—12912 lx.
Дополнительная информация о агротехнике в статье Фаленопсис.

## Первичныегибриды(грексы)
- Celebes Beauty — amabilis х celebensis (Hou Tse Liu) 2003
- Celebes Violet — violacea х celebensis (Sky Island Orchids) 1994
- Cellinde — lindenii х celebensis (Zuma Canyon Orchids Inc.) 1988
- Didi — fimbriata х celebensis (Atmo Kolopaking) 1985
- Golden Butterfly — venosa х celebensis (Hou Tse Liu) 1987
- Little Dragon — stuartiana х celebensis (Hou Tse Liu) 1987
- Little Giant — gigantea х celebensis (Hou Tse Liu) 1994
- Palace Princess — fuscata х celebensis (Orchid Palace (O/U)) 2005
- Philippine Dancer — philippinensis х celebensis (Hou Tse Liu) 1992
- Prince Star — celebensis х javanica (Hou Tse Liu) 1992
- San Shia Lady — schilleriana х celebensis (Hou Tse Liu) 2000
- San Shia Rose — celebensis х bellina (Hou Tse Liu) 2005
- Seleraku — celebensis х corningiana (Atmo Kolopaking) 1989
- Seto Pixie — celebensis х tetraspis (Fuji Nursery) 1996
- Silbergrube — celebensis х equestris (Erwin Burkhardt) 1989
- SIO’s Celebes Sea — celebensis х mariae (Sky Island) 2006